# Mildà
En el Gènesi, capítol onzè, Mildà o Milcà és una filla d'Haran, germà del patriarca Abraham.
El seu pare va morir de forma prematura a Ur dels caldeus; i ella, el seu germà Lot i la seva germana Iscà es van traslladar a casa del seu avi Tèrah. Allà es va casar amb el seu oncle Nahor, germà d'Abraham, amb qui va tenir fins a vuit fills:
- Us, el primogènit,
- Buz
- Quemuel
- Quèssed
- Hazó
- Pildaix
- Idlaf
- Betuel, que seria pare de Rebeca, l'esposa del patriarca Isaac i mare d'Esaú i Jacob.[3]